# 青木元邦
青木 元邦（あおき もとくに）は、日本の医学者。森ノ宮医療大学学長。専門は、老年病医学、分子生物学、遺伝子治療学。

## 経歴
1991年（平成3年）3月に大阪大学医学部を卒業後、同年4月には大阪大学医学部附属病院第4内科へ入局する。1992年（平成4年）6月には国立大阪南病院（現在の国立病院機構大阪南医療センター）へ入局し、次いで1994年（平成6年）6月には大阪大学医学部加齢医学研究生となり、うち1997年（平成9年）9月より約1年を米国ハーバード大学医学部ブリガム＆ウイメンズ病院の研究員として従事した。
1999年（平成11年）9月には大阪大学医学部附属病院医員となり、2002年（平成14年）7月大阪大学加齢医学講座助手、同年8月には同講座学内講師となる。2007年（平成19年）3月には大阪大学老年・腎臓内科学講座准教授に昇進する。同年4月には当時開学したばかりの森ノ宮医療大学に転じて保健医療学部共通教育部門臨床医学系教授をとなる。
その後、2013年（平成25年）4月より森ノ宮医療大学保健医療学部学部長となり、2019年（平成31年）4月には学部長兼任のまま副学長も務める。2021年（令和3年）4月1日付けで前任にあたる荻原俊男の学長職任期満了に伴い、第3代学長に就任する。